# 삼무일종의 법난
삼무일종의 법난(三武一宗-法難, 삼무일종법난)은 중세 중국에서 발생한 네 차례의 대규모 불교탄압이다. 규모도 크고, 또 후세에의 영향력도 컸던 4명의 황제에 의한 폐불 사건을 일컫는다.

## 개요
북위 태무제, 북주 무제, 당 무종, 후주 세종이 주도자였기에 세 명의 무제와 한 명의 세종이 주도한 법난이라고 삼무일종이라 한다. 북위 태무제와 당 무종은 도교를 진흥하면서 불교를 탄압했지만, 북주 무제는 도교와 불교를 함께 탄압했다. 당 무종의 법난을 회창의 폐불이라고 따로 칭하기도 한다.
폐불을 단행하게 된 이유로서 여러 가지를 들 수 있으나 표면적으로는 유·불·도 3교, 특히 불교와 도교 양교의 대립항쟁 형태를 취하고 있다. 그러나 이와 같은 대립을 이용하여 그것을 결정적인 단계로까지 이끌어간 것은 역시 정치적 · 경제적 요인이었다. 이러한 의미에서 본다면 당시의 지배자는 폐불을 단행함으로써 스스로의 정치적 위기를 벗어날 수 있었다고 할 수 있다. 불교교단 쪽에도 폐불을 유발할 만한 조건이 갖추어져 있었다. 세금과 노역(勞役)을 피하기 위하여 출가한 방대한 인구는 이를 감당해야 할 정부의 재정을 위협하였고, 또 그들의 타락과 비행이 아주 심했던 것이 그러한 조건이었다.

## 폐불의 상황
북위의 태무제와 당의 무종은 도교를 보호하는 한편 불교를 탄압했으나, 북주의 무제는 도교도 불교도 함께 탄압했다. 반면에 통도관이라는 시설을 신설해, 불교·도교를 연구시켰다. 후술하겠지만, 도교의 보호뿐만이 아니라 경제정책의 의미도 있었다.
당 무종의 불교탄압에 대해서는, 그 연호를 따서 회창의 폐불이라고도 부른다.

### 4번의 폐불사건
1. 북위의 태무제 (재위: 423년 - 452년)의 태평진군년 사이.
2. 북주의 무제 (재위: 560년 - 578년)의 건덕년 사이.
3. 당의 무종 (재위: 840년 - 846년)의 회창년 사이.
4. 후주의 세종 (재위: 954년 - 959년)의 현덕년 사이.

## 탄압정책의 내용
탄압의 구체적 내용은 사원의 파괴, 재산의 몰수, 승려의 환속 등이었으며, 특히 후주 세종의 경우 탈세 목적으로 승적을 자칭하는 가짜 중을 환속시켜 세금을 부과하는 재정 개선을 위한 경제정책의 성격이 강했다. 또 화폐의 재료인 구리와 무기의 재료인 철을 중심으로 한 물자를 불상과 범종 등을 허물어서 얻어내기 위한 목적도 있었다. 당 무종 때는 동철 부족으로 인한 경제 혼란이 벌어졌었고, 후주 세종 때는 오대십국 통일사업으로 이러한 금속의 품귀가 심했다.

## 같이 보기
- 삼예사의 종론 (792년 - 794년)
- 폐불훼석 (일본 메이지 시대의 불교탄압)